# Опольский сельсовет
Опольский сельсовет — административная единица на территории Ивановского района Брестской области Белоруссии. Административный центр — агрогородок Ополь.

## История
В 2013 году в состав сельсовета вошли населённые пункты упразднённого Псыщевского сельсовета.

## Состав
Опольский сельсовет включает 9 населённых пунктов:
- Вартыцк — деревня.
- Лучки — деревня.
- Лядовичи — деревня.
- Новинка — деревня.
- Ополь — агрогородок.
- Псыщево — агрогородок.
- Святополка — деревня.
- Тулятичи — деревня.
- Упирово — деревня.

## Культура
- Историко-краеведческий музей ГУО «Псыщевский учебно-педагогический комплекс детский сад-средняя школа» в аг. Псыщево